# Sober, Lugo
Sober là một đô thị ở tỉnh Lugo, cộng đồng tự trị Galicia, Tây Ban Nha.
Phía bắc và đông là đô thị Monforte de Lemos, phía bắc và tây là Pantón và río Cabe.
Sober cách tỉnh lỵ 77 km, diện tích 134 km².

## Hành chính
Đô thị này được chia thành 22 Parroquia:
| - Amandi - Santo Estevo de Anllo - San Martiño de Anllo - Arroxo - Barantes - Bolmente - Brosmos - Bulso - Canaval - Doade - Figueiroa | - Gundivós - Liñarán - Lobios - Millán - Neiras - Pinol - Proendos - Refoxo - Rosende - Santiorxo - Vilaoscura |